# Mohamed Ghannouchi
Mohamed Ghannouchi (limba arabă: محمد الغنوشي; n. 18 august 1941, Sousse, Tunisia) este un politician tunisian.
A servit ca prim-ministru în perioada 17 noiembrie 1999 – 27 februarie 2011.
1. ↑  Mohamed Ghannouchi, Munzinger Personen, accesat în 9 octombrie 2017
2. ↑  IdRef, accesat în 23 mai 2020